# Raïsa Schoon
Raïsa Schoon (Gorinchem, 3 oktober 2001) is een Nederlands beachvolleybalster die in 2021 namens Nederland deelnam aan de Olympische Spelen in Tokio waar ze een team vormde met Katja Stam. Het team strandde in de tussenronde voor de achtste finales. Op 19 april 2022 behaalde ze een eerste keer samen met Katja Stam de 1e plaats op de wereldranglijst. 
Schoons moeder Debora Kadijk was eveneens een succesvol beachvolleybalster die uitkwam op de Olympische Spelen van 1996 en 2000.